# Joseph-Maurice Remouchamps
Joseph-Maurice Remouchamps, né à Liège le 24 octobre 1877 et mort à Liège le 26 janvier 1939, est une personnalité politique et un avocat belge, ainsi qu'un militant wallon qui joua un rôle important dans l'Assemblée wallonne dont il devint le secrétaire en 1919 pour y remplacer Jules Destrée qui venait d'être nommé ministre des sciences et des arts.
Méticuleux collectionneur de documents et d’objets, il utilise le cinéma pour enregistrer les traces des arts et traditions populaires en réalisant cinq documentaires. Il collabora également à La Défense wallonne.
Il est également le fondateur du Musée de la vie wallonne à Liège.

## L'homme politique
En vue de résoudre les problèmes communautaires, il préconisait ce que l'on a appelé le vote bilatéral, soit la nécessité pour toute loi d'obtenir la majorité au sein des parlementaires, respectivement, wallons et flamands. Siégeant au Sénat (arrondissement de Liège) de 1921 à 1925, il eut l'occasion d'y défendre cette proposition de révision de la Constitution approuvée par les parlementaires wallons libéraux et socialistes mais rejetée à l'unanimité par les parlementaires flamands, le 19 novembre 1921 soit quelques semaines après que la même majorité flamande a imposé au parlement l'unilinguisme des administrations en Flandre.
Joseph-Maurice Remouchamps s'opposa au fédéralisme car, Wallon et Belge de cœur, il ne voulait pas que ses compatriotes wallons abandonnent les Flamands francophones. C'est entre autres sa position qui amena Jules Destrée et d'autres fédéralistes notoires à quitter l'Assemblée wallonne. Lors de la campagne électorale de 1936, l'Assemblée wallonne se montra favorable aux idées du Rexisme en matière linguistique (liberté du père de famille en matière du choix de la langue d'enseignement à Bruxelles, respect de l'autonomie communale, référendum d'initiative populaire) et en matière de décentralisation régionale, avec un bilinguisme des services (et non des personnes) dans l'administration à Bruxelles. L'Assemblée wallonne fut violemment mise en cause pour ces raisons par les militants wallons de Liège réunis autour de L'Action wallonne, ce qui marqua sans doute définitivement le discrédit de cet organisme où siégèrent deux rexistes Paul Collet et Joseph Mignolet. L'Action wallonne reprochait également à Remouchamps ses contacts avec Léon Degrelle, contacts qu'il ne nia pas mais qu'il replaça dans le cadre de ceux qu'il entretenait comme membre de ce parlement officieux que voulait être l'Assemblée wallonne avec les hommes politiques de toutes tendances.

## Le réalisateur
Joseph-Maurice Remouchamps a réalisé cinq films entre 1930 et 1938.
Son premier film, tourné en 1930, est un film documentaire sur le carnaval de Binche coréalisé avec Antoine Castille.
Sa personnalité est liée au musée de la vie wallonne, l'un des plus prestigieux musée d'ethnologie en Région wallonne, situé dans un ancien couvent de frères mineurs à Liège, qu'il fonde en 1912 et dont son fils Édouard et son petit-fils Maurice reprendront la direction.

### Filmographie
- Carnaval de Binche (1930), réalisé avec Antoine Castille
- Potier d'argile (1931)
- Travail du passementier (1934), réalisé avec Antoine Castille
- Grand feu à Parfondruy (1937), réalisé avec Antoine Castille
- La Saboterie mécanique (1938)